# 波波沃市鎮

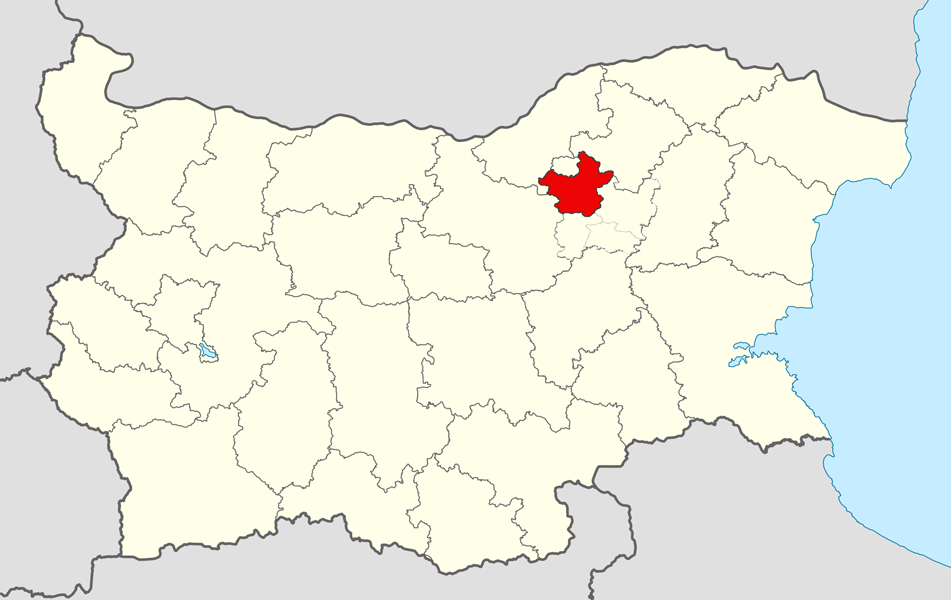

波波沃市，是保加利亞的城鎮，位於該國東北部，由特爾戈維什特州負責管轄，首府設於波波沃，面積833平方公里，2009年人口31,479，人口密度每平方公里37.79人。
43°19′N 26°15′E / 43.317°N 26.250°E